# Skalzang Dorje
Skalzang Dorje, född 23 oktober 1970, är en indisk bågskytt. Han deltog vid olympiska sommarspelen 1996.